# Сотиропулос, Сотириос
Соти́риос Сотиро́пулос (греч. Σωτήριος Σωτηρόπουλος; 1820, Патры — 6 мая 1898, Афины) — греческий политик 19-го века. В 1893 году был премьер-министром Греции.

## Биография
Сотириос Сотиропулос родился в городе Патры в 1820 году, за год до начала Греческой революции
Учился юриспруденции. После низложения баварца короля Оттона I был избран депутатом на Национальное собрание 1863 года от Трифилии (Мессения).
В 1864 году впервые был назначен министром финансов. Принял тот же портфель в правительствах Александра Кумундуроса в 1865, 1870, 1876, 1877 и 1880 годах.
В мае 1893 года премьер-министр Харилаос Трикупис подал в отставку, после того как король Георг выразил своё недовольство в вопросах финансового правления.
Формирование нового правительства было поручено Сотиропулосу, которого современный английский историк Дуглас Дакин именует «финансистом и экономистом»:222.
Однако через несколько месяцев правительство Сотиропулоса пало, не получив вотум доверия в парламенте. Причиной стал заём, заключённый Сотиропулосом с английским банкиром, с тяжелейшими условиями для страны, в отчаянной попытке избежать банкротства[страница не указана 2789 дней].
Следует отметить эпизод в биографии Сотиропулоса, когда он был похищен разбойником Лафазанисом в Филиатра и был освобождён после предоставления выкупа. Позже Сотиропулос написал об этом эпизоде в своей книге «Тридцать дней моего плена».
Умер в мае 1898 года в Афинах во время сна от сердечной недостаточности.